# Johan Harald Kylin

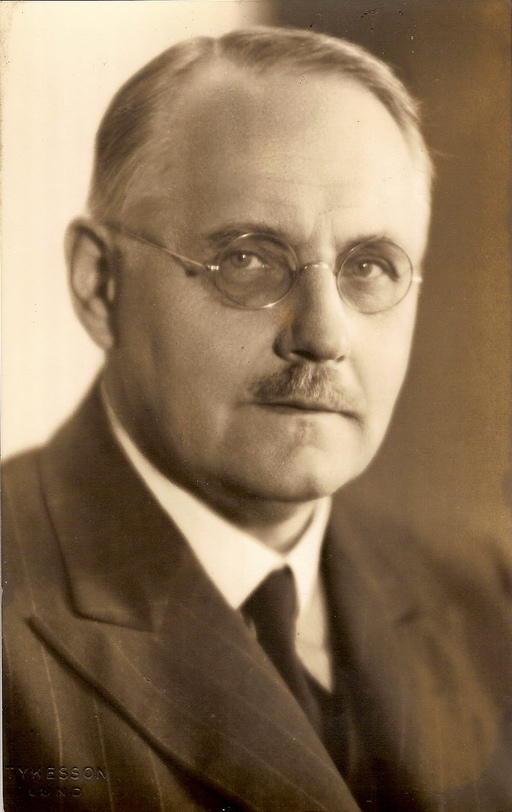
Johann Harald Kylin

Johan Harald Kylin (* 5. Februar 1879 in Ornunga, Älvsborgs län; † 16. Dezember 1949 in Lund) war ein schwedischer Botaniker und Algenforscher (Phykologie). Sein offizielles botanisches Autorenkürzel lautet „Kylin“.

## Leben und Wirken
Kylins Vater Nils Henrik Olsson war Landwirt, die Kinder nahmen den Namen Kylin nach dem Familiengut an, da der Name Olsson in Schweden ziemlich häufig war. Er war der älteste Sohn von fünf Söhnen und fünf Töchtern. 1898 machte er Abitur am Gymnasium in Göteborg und studierte an der Universität Uppsala, an der er 1907 bei Frans Reinhold Kjellman (1846–1907) promoviert wurde. Danach war er Dozent an der Universität Uppsala und unterrichtete gleichzeitig an einem Gymnasium und in der Lehrerausbildung. 1912/13 war er bei Wilhelm Pfeffer in Leipzig. 1920 bis zum Ruhestand 1944 war er Professor für Botanik an der Universität Lund. Das Agardh Herbarium in Lund war weltweit eine der bedeutendsten Algensammlungen.
Er befasste sich in erster Linie mit Algen. Schon seine Dissertation behandelte die marine Flora an der Westküste Schwedens. Dort verbrachte er später vielfach die Sommer in Kristineberg bei Fiskebäckskil mit seiner Familie, während er am dortigen Marinelabor forschte. Er veröffentlichte zur Taxonomie, Morphologie, Biochemie, Ökologie und Physiologie der Algen und veröffentlichte 1944 eine Revision der Taxonomie der Rotalgen an der schwedischen Westküste, 1947 eine der Braunalgen und 1949 der Grünalgen. Er veröffentlichte auch zu den Algen an der Westküste von Norwegen, wo er 1908 war, den Rotalgen der Subantarktis und Arktis (1919), den Rotalgen von Neuseeland, Südafrika und Kalifornien. 1922 besuchte er die USA und sammelte auf der Halbinsel Monterey, in La Jolla in Kalifornien, Friday Harbor in San Juan County, Washington, (wo er 1924 einen Sommerkurs über Algen gab) und Woods Hole. 1917 veröffentlichte er eine Revision der Taxonomie der Braunalgen, wobei er sich besonders auf deren Entwicklungszyklen stützte. Damals erkannte er fünf Ordnungen, in einer Revision 1933 drei Klassen und 12 Ordnungen. 1923 veröffentlichte er eine Monographie zur Morphologie von 25 Gattungen von Rotalgen der Klasse Florideophycidae. 1940 veröffentlichte er eine Monographie zur Taxonomie der Braunalgen-Klasse Chordariales und 1932 über die Ordnung Gigartinales. 1956 erschien postum sein Buch Die Gattungen der Rhodophyceen, herausgegeben von seiner Witwe, einer Biologin.
1924 heiratete er Elsa Sofia Jacobowsky, mit der er einen Sohn und eine Tochter hatte.
1922 bis 1928 war er Herausgeber von Botaniska Notiser.

## Ehrungen
Er war Mitglied der Königlich Schwedischen und Königlich Dänischen Akademie der Wissenschaften, korrespondierendes Mitglied der Botanical Society of America und der Societas pro Fauna et Flora Fennica. Er erhielt die Linné-Goldmedaille der Kungliga Fysiografiska Sällskapet in Lund.